# Tourisme dans le Loiret
 (juin 2018).
Le Loiret est un département touristique pour sa richesse patrimoniale historique et naturelle.

## Présentation du tourisme dans le Loiret

### Fréquentation des lieux touristiques
Le parc floral de la Source à Orléans est de loin le lieu le plus fréquenté, avec 153 586 visiteurs en 2007. Viennent ensuite le muséum des sciences naturelles (60 897 visiteurs) et le musée des beaux arts (53 516 visiteurs), également à Orléans. Les châteaux n’arrivent qu’ensuite : La Ferté St-Aubin, 46 564 visiteurs ; Sully-sur-Loire, 44 991 visiteurs ; château de Chamerolles à Chilleurs-aux-Bois, 40 953 visiteurs; Gien, 24 059 visiteurs. À noter également, le domaine du Ciran, 35 582 visiteurs ; la maison de Jeanne d’Arc, 24 535 visiteurs ; le musée du cirque et de l’illusion à Dampierre-en-Burly, 20 040 visiteurs.
Les visiteurs français proviennent surtout d’Île-de-France (34,4 %), de la région Centre (11,6 %) ou de Rhône-Alpes (8,2 %).

### Lieux de restaurations et hébergements

#### Hébergements
Le Loiret a une capacité d’accueil de 25 955 lits en 2007, dont 12 080 en hôtellerie de plein air (48 établissements) et 9 624 en hôtellerie classée (150 établissements). Cette capacité comprend également 215 établissements en chambre d’hôte labellisés GDF (Gîtes de France) pour 574 lits, 3 auberges de jeunesse pour 291 lits, 28 gîtes d’étape et de séjour (583 lits), 34 bateaux habitables (250 lits)… Il compte par ailleurs 21 468 résidences secondaires.
Concernant les nuitées hôtelières, la fréquentation était en 2007 de 985 852 arrivées et 1 426 066 nuitées, soit 1,45 nuit et un taux d’occupation de 57,8 %; les meilleurs taux d’occupation sont observés en juin, et pour les agglomérations d’Orléans et de Montargis. Les français représentent 77,5 % des arrivées et 79,5 % des nuitées, devant les Anglais et les Néerlandais. 65 % de la clientèle totale est une clientèle d’affaire.
Les campings ont un taux d’occupation de 26,4 % en 2007. Les Français (39 % des arrivées et 47 % des nuitées) restent plus longtemps que les étrangers. Les Néerlandais sont de loin les premiers étrangers à fréquenter les campings derrière les Français.
Près de 24 500 lits touristiques (hôtels, campings, meublés de tourisme, autres hébergements classés tourisme, chambres d’hôtes labellisées) et près de 1.9 million de nuitées dans les hébergements touristiques, en 2009.

#### Restauration
62 restaurants sont classés, dont quatre labellisés Tourisme et Handicap.

## Histoire du tourisme dans le Loiret
Si le tourisme est longtemps réservé à une élite (française mais aussi anglaise, attirée par les châteaux et les richesses horticoles du département, mais aussi par la nature, la Loire et la campagne), il se développe au début du XXe siècle puis surtout à partir de 1936, avec les premiers congés payés et le développement du tourisme de masse. Les années 1970 voient le développement d’un tourisme culturel et d’affaire, tandis qu’aujourd’hui le tourisme est très diversifié, avec des attentes plus fortes en termes d’environnement ou de grandes manifestations culturelles.

## Lieux touristiques
Ce département propose quatre routes touristiques :
- La Route Jeanne d'Arc ;
- La Route Jacques-Cœur ;
- La Route de la Vallée des Rois ;
- La Route du Blé.

Trois villes sont labellisées "Station Verte": Briare, Jargeau et La Ferté-Saint-Aubin.

### Patrimoine historique

#### Ville d’Orléans

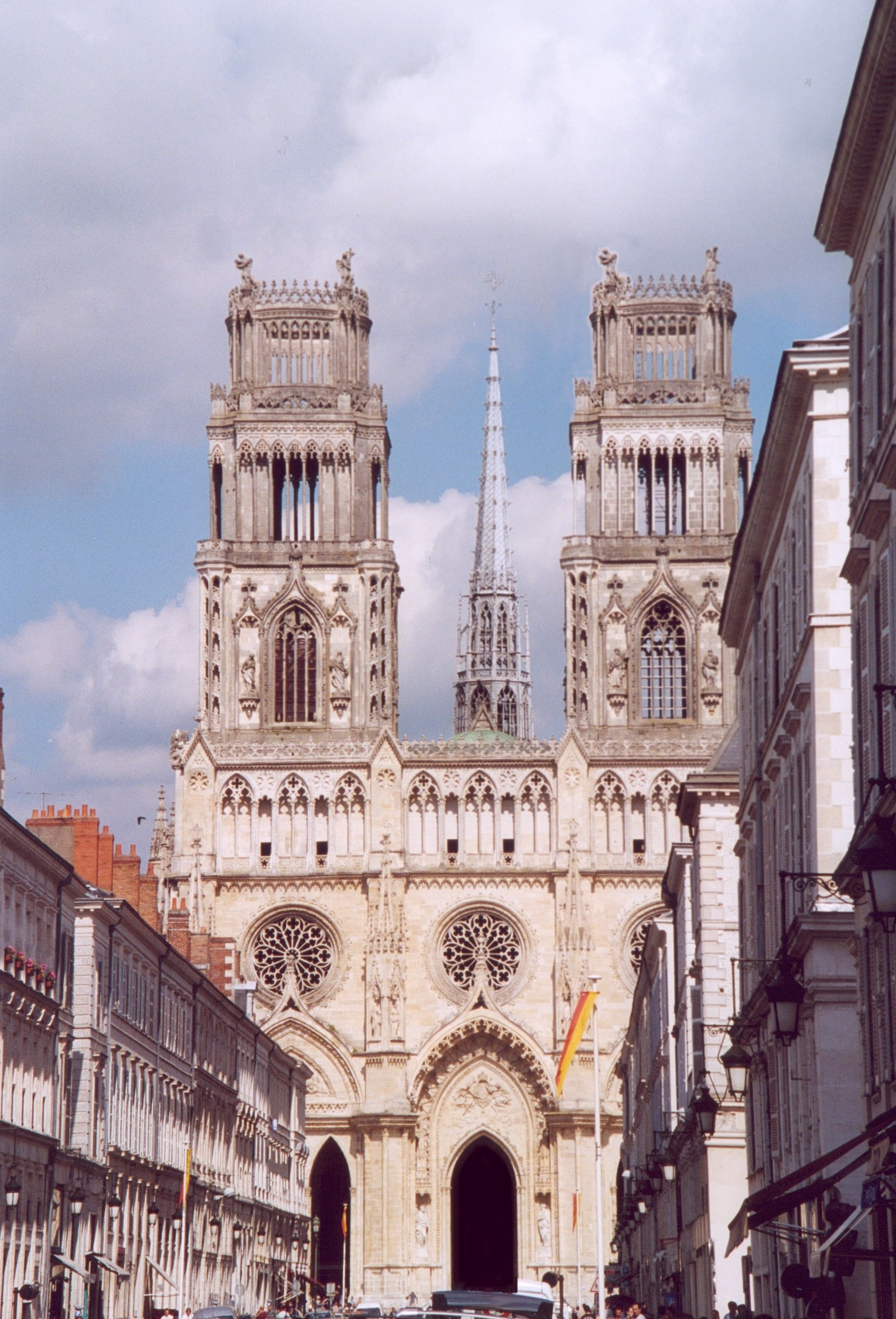
La cathédrale d’Orléans.

La ville d’Orléans réunit plusieurs édifices patrimoniaux. Le centre historique d’Orléans a été en partie détruit par les bombes en 1940, mais plusieurs édifices subsistent, comme la cathédrale d'Orléans ou la maison de Jeanne d'Arc, qui comprend le musée de Jeanne d’Arc et des expositions. Bien que les bombardements de 1940 aient altéré le site et entraîné la construction d’un nouveau bâtiment en 1965, la façade moyenâgeuse de cette maison a été conservée. Le quartier a été réhabilité il y a quelques années, avec un pavage rappelant le pavage historique de la ville, et un ravalement de nombreuses façades : on peut observer les façades claires et homogènes datant du XVIIIe siècle, rue Jeanne d’Arc et dans les rues proches, ainsi que différents édifices plus anciens, et se promener dans ce quartier à la fois commerçant et de restauration. Les quais de Loire ont également été réhabilités. Un chemin pour les piétons, les cycles et le patinage longe les berges minérales, pavées. Plusieurs belvédères offrent des bancs et des vues sur le paysage. D’autres édifices religieux, tels que la Cathédrale Sainte-Croix, ainsi que le pont royal, présentent également un intérêt majeur.

#### Châteaux
L’héritage du Val de Loire est également constitué de différents châteaux :
| - Le château d'Augerville à Augerville-la-Rivière ; - Le château de Beaugency, abrite le musée des arts et traditions de l’Orléanais ; - Le château de Bellegarde ou château des l’Hospital, édifié dès le XIVe siècle par Nicolas Braque. Le pavillon accueillant aujourd’hui l’hôtel de ville date de 1736 ; - Le château de Boisgibault ; - Le château de La Bussière ou château des pêcheurs, du XVIe siècle, abrite le musée de la pêche ; - Le château de Chamerolles, de style Renaissance, situé en forêt d’Orléans, sur la commune de Chilleurs-aux-Bois, construit par Lancelot 1er du Lac au XVIe siècle, est aujourd’hui le musée des parfums ; - Le château de la Ferté à La Ferté-Saint-Aubin, du XVIe siècle ; - Le château de La Fontaine à Olivet ; - Le château de la Forêt à Montcresson ; - Le château de Gien du XVe siècle, abrite le musée international de la Chasse ; - Le château du Hallier à Nibelle ; | - Le château de Malesherbes du XVIIIe siècle ; - Le château de Meung-sur-Loire ; - L’hôtel Groslot à Orléans (actuelle mairie d’Orléans) ; - Le château de Pont-Chevron ; - Le château de Saint-Brisson à Saint-Brisson-sur-Loire ; - Le château de Chenailles à Saint-Denis-de-l'Hôtel ; - Le château de la Motte à Saint-Cyr-en-Val ; - Le château de Sully-sur-Loire, de style Renaissance, initié au XIVe siècle par Guy de la Trémoille. Le château délimite la partie est de la vallée de la Loire, classée au patrimoine mondial par l’UNESCO en 2000 ; - La forteresse de Yèvre-le-Châtel ; |

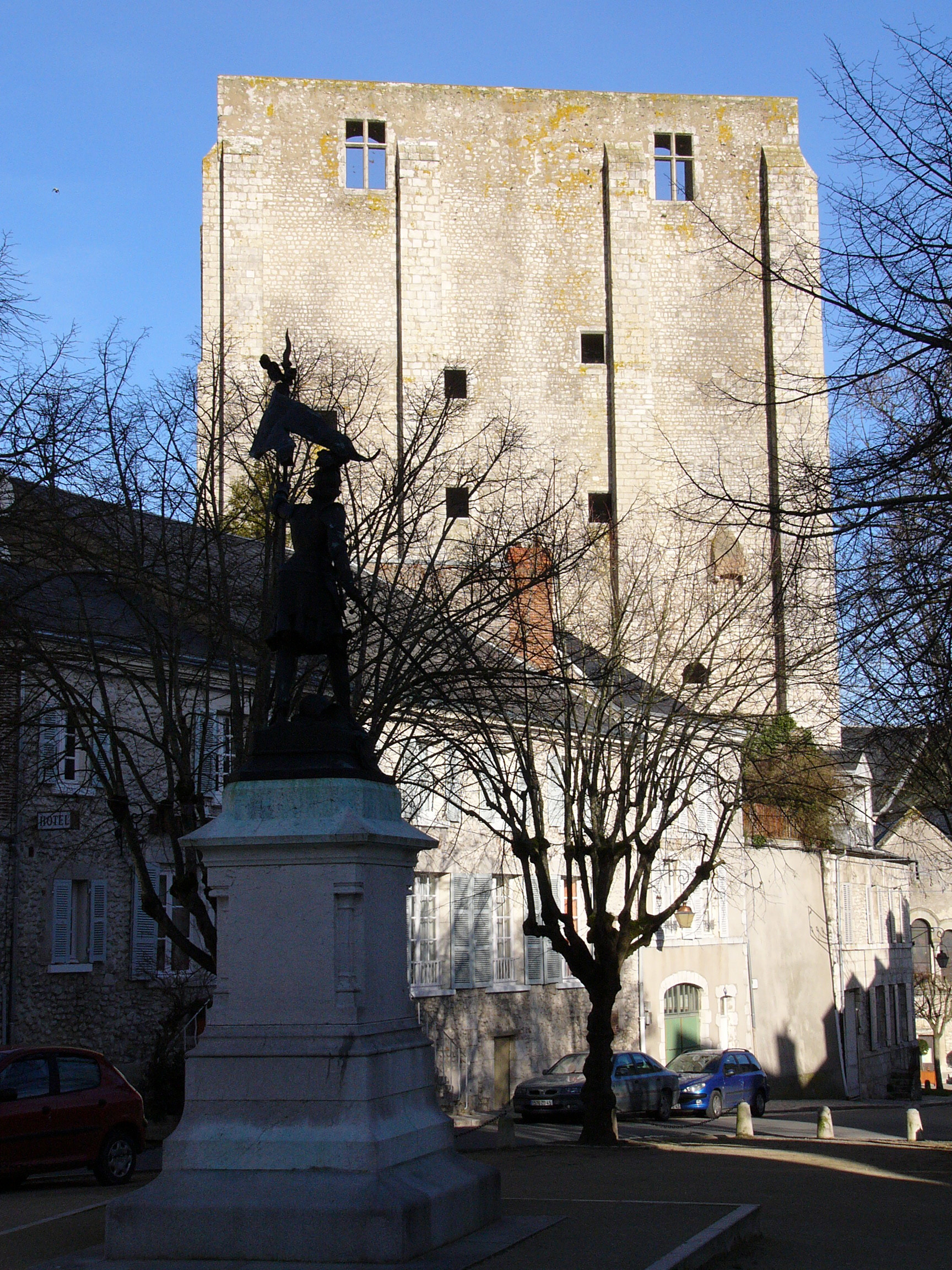
Donjon du château de Beaugency
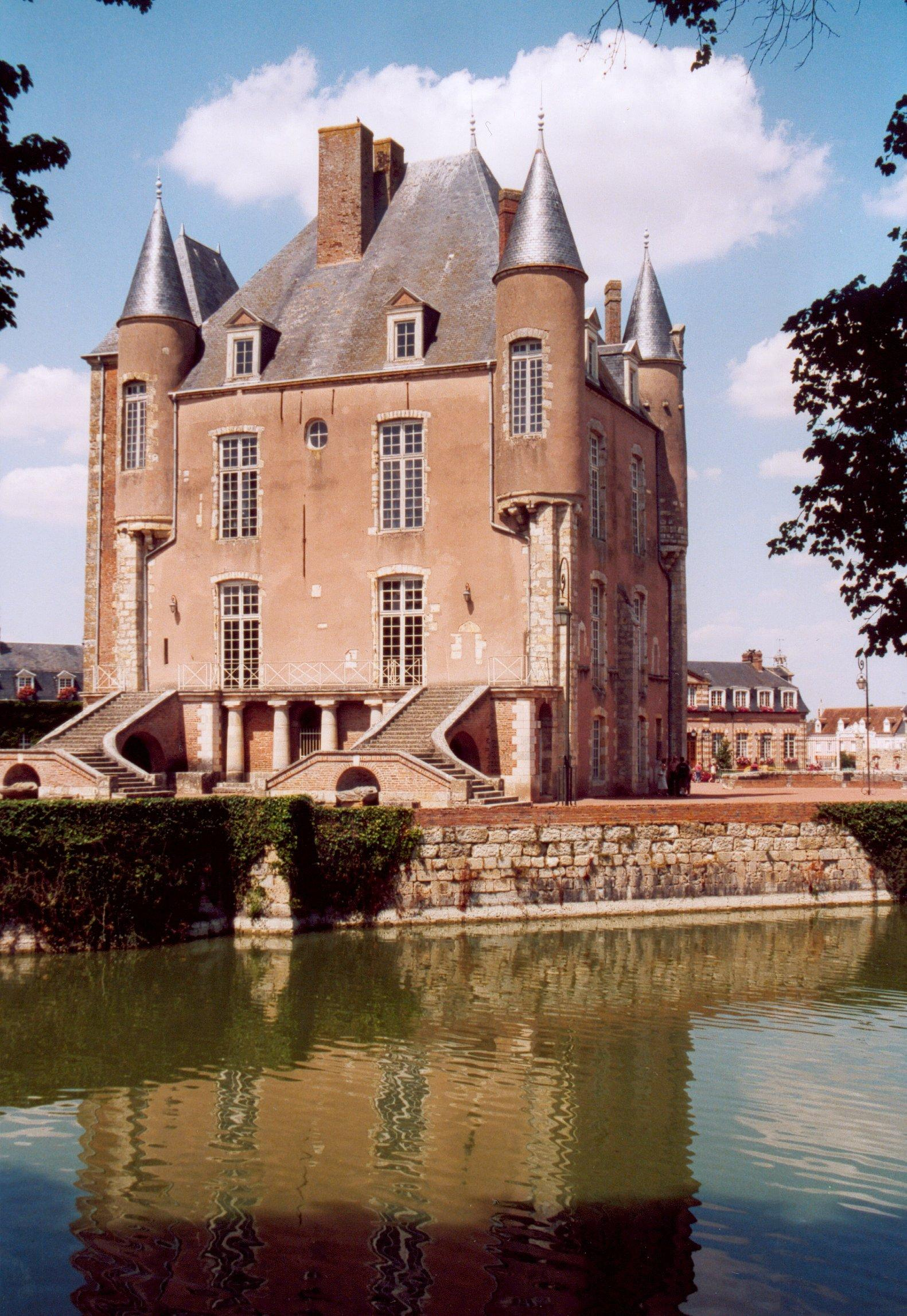
Château de Bellegarde
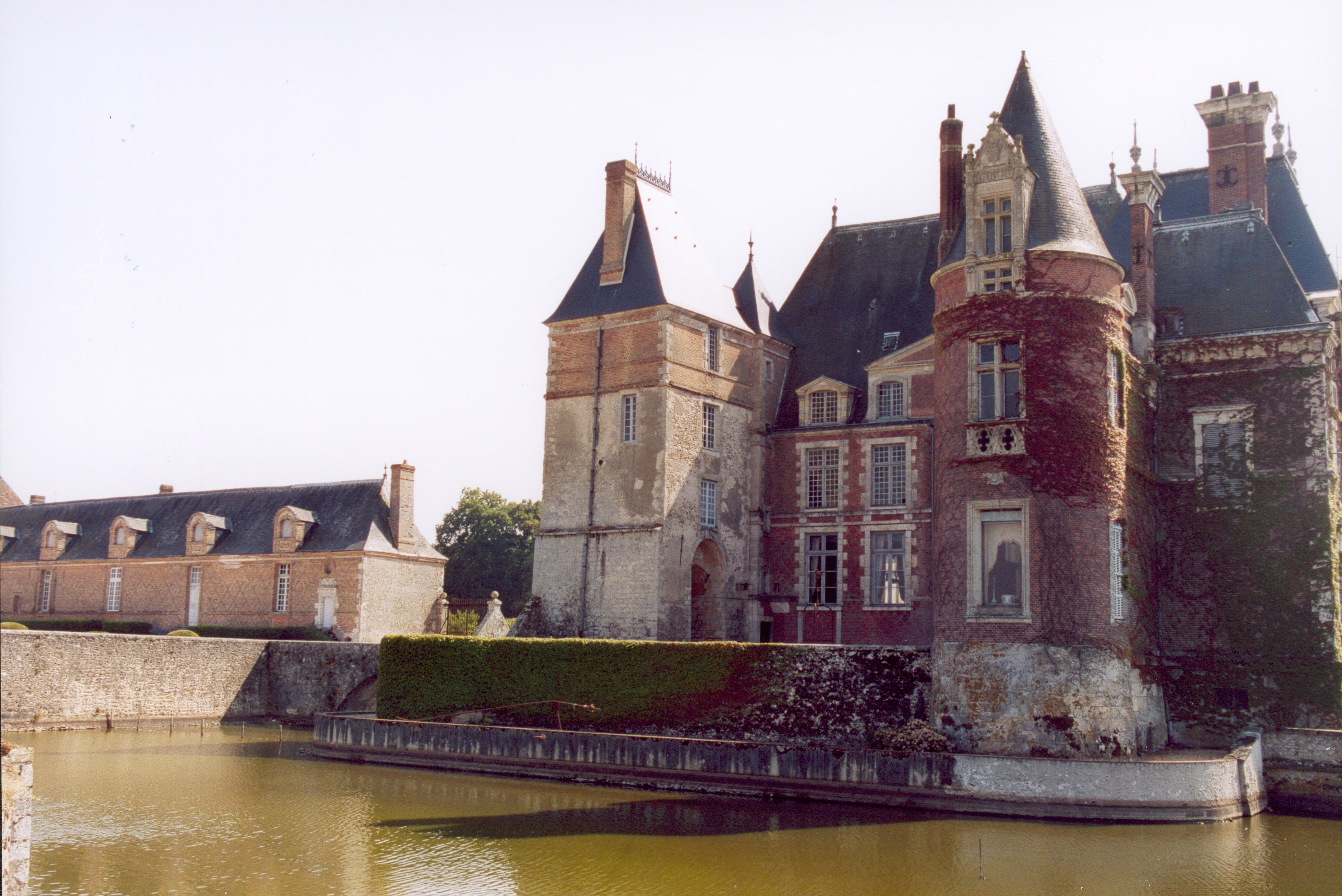
Château de La Bussière
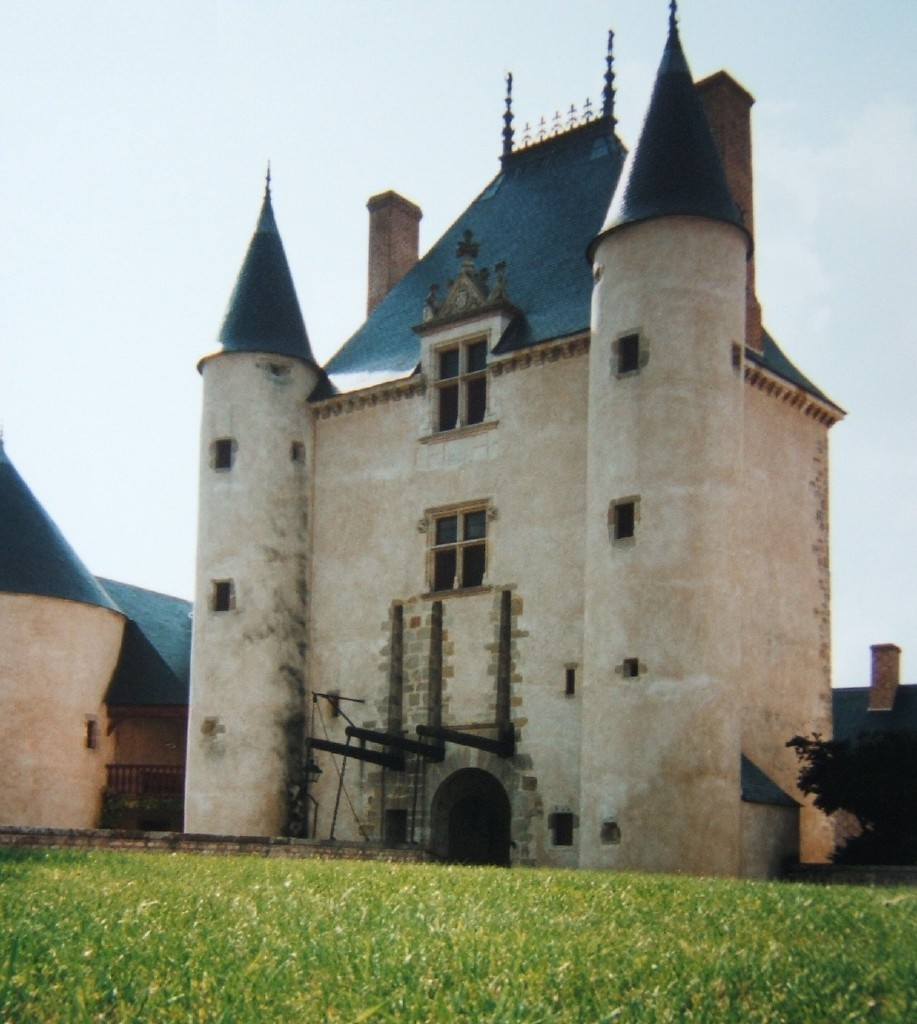
Château de Chamerolles à Chilleurs-aux-Bois
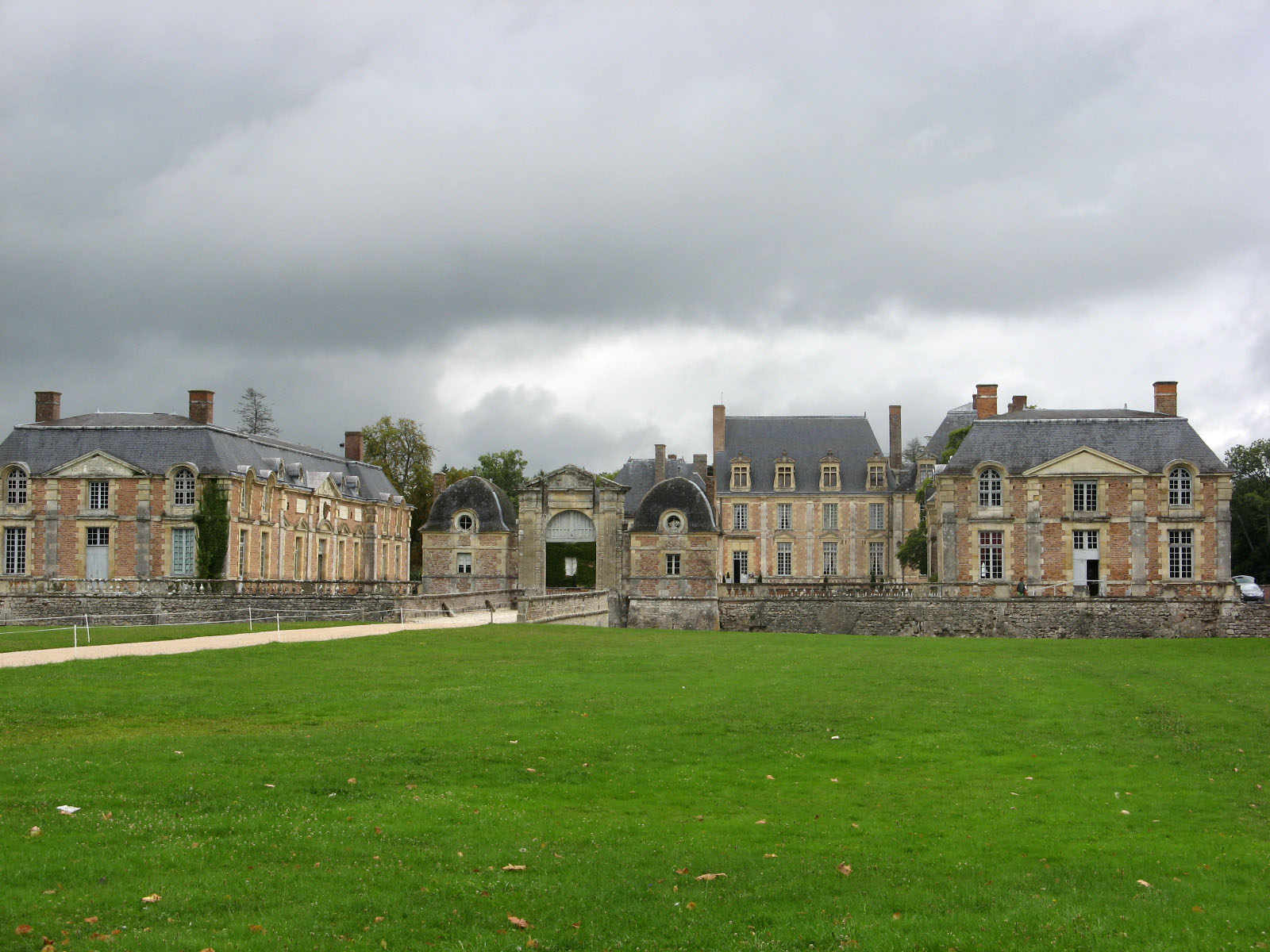
Château de La Ferté
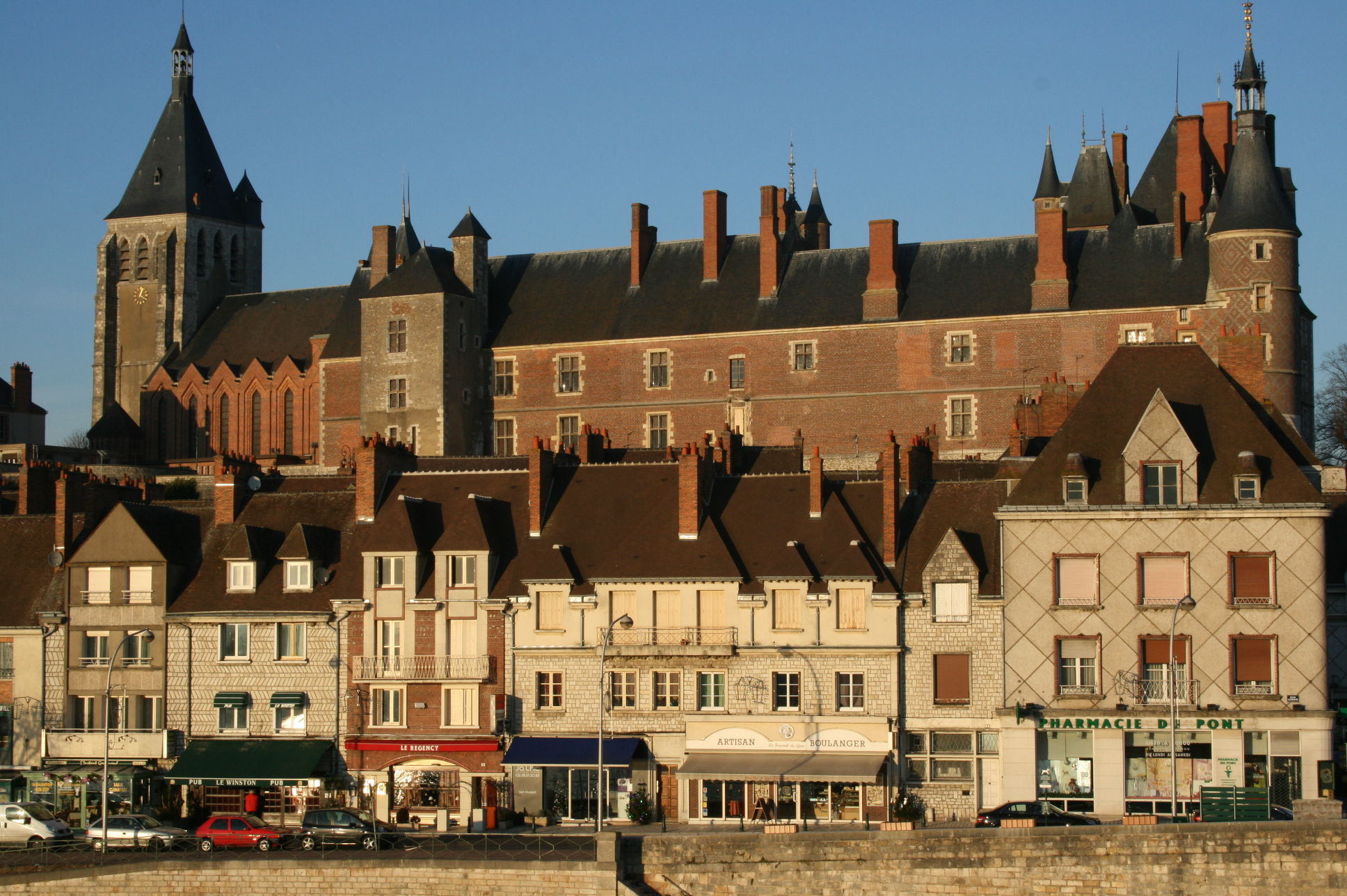
Château de Gien et musée international de la chasse
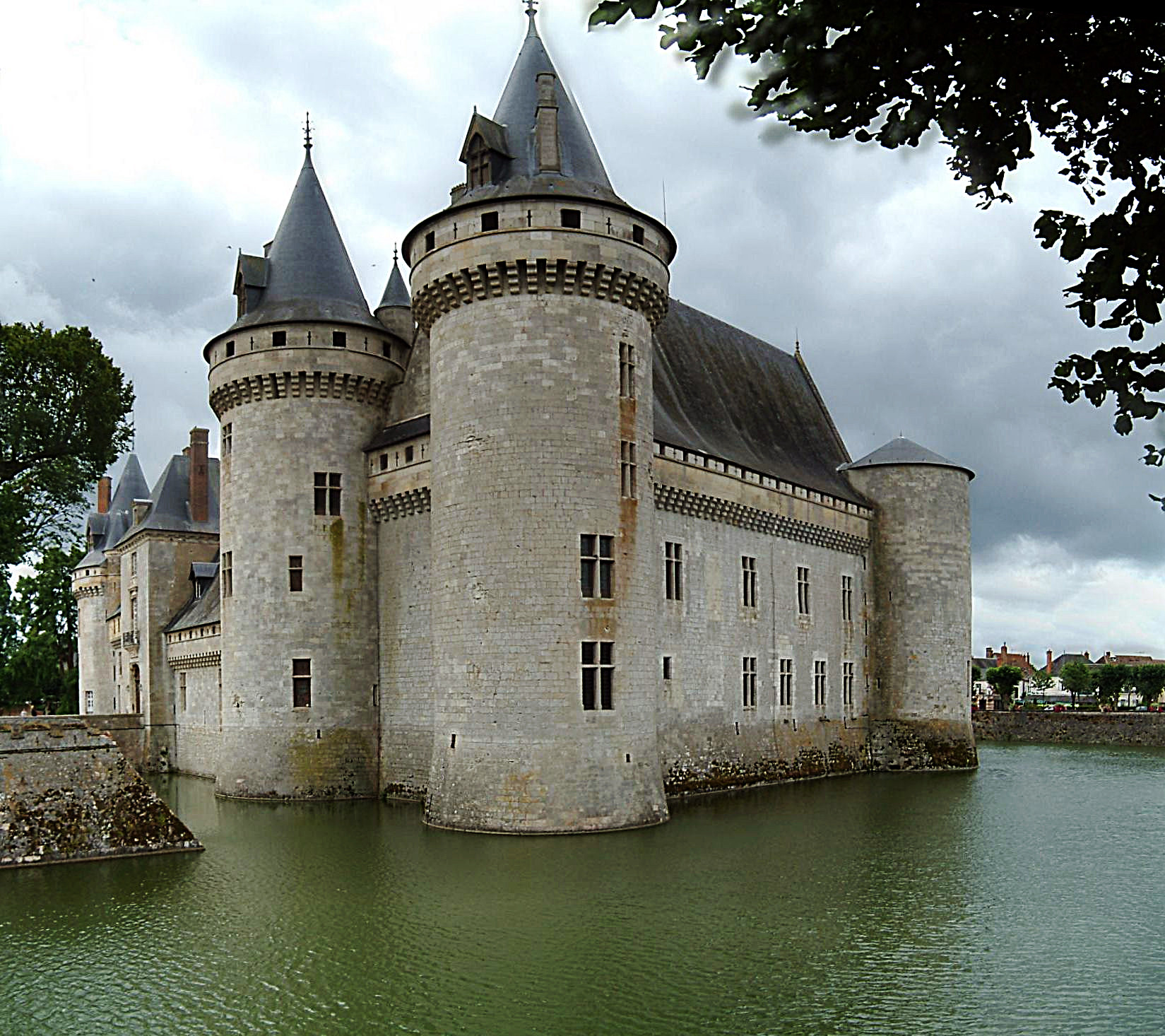
Château de Sully-sur-Loire
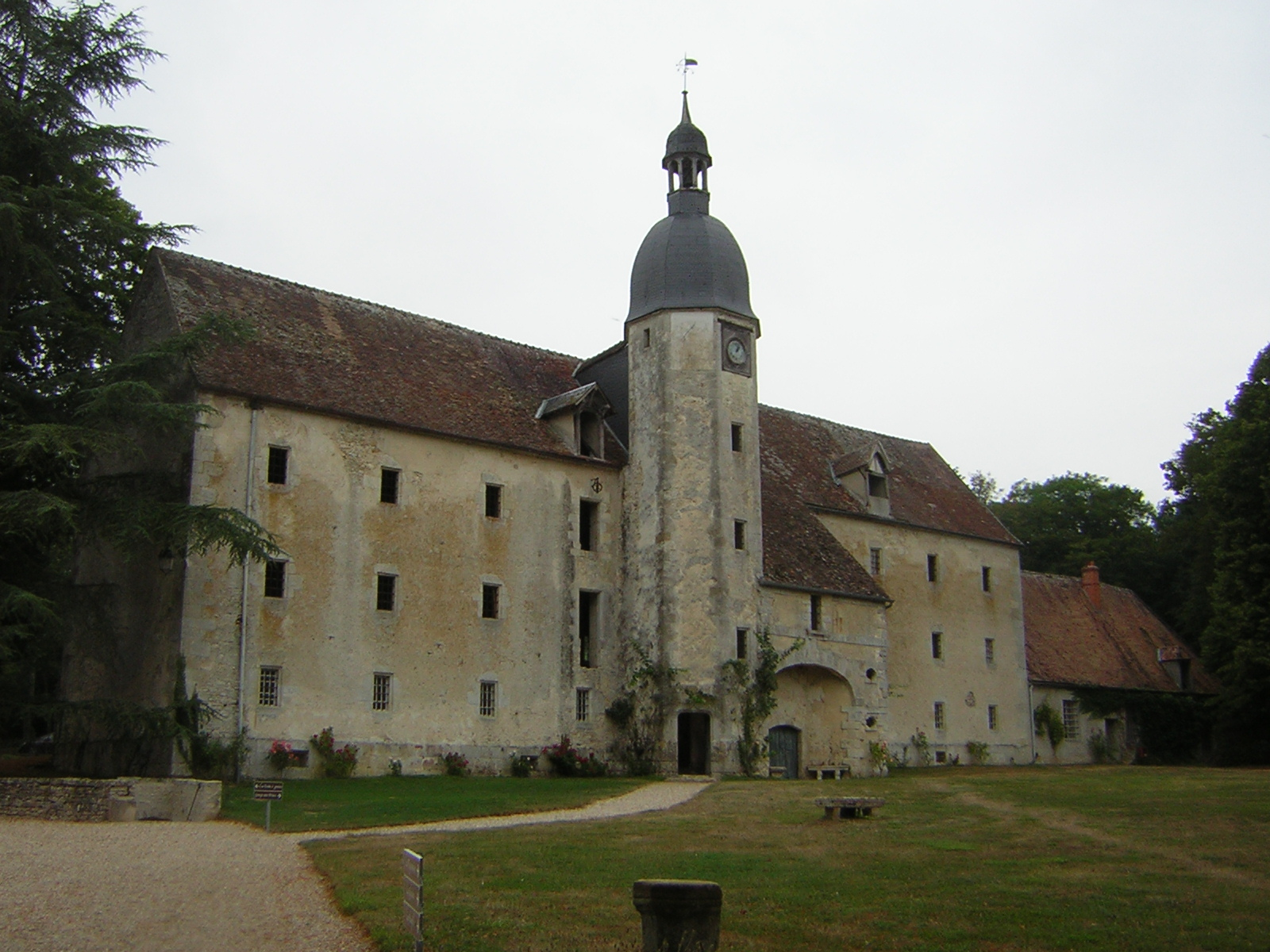
Château de Malesherbes

#### Patrimoine lié à la Loire et au canal
Parmi les ouvrages liés à la Loire ou la navigation, on peut citer le canal d'Orléans, le pont-canal de Briare, le viaduc de Gien, le vieux pont de Gien les ponts de Beaugency, de Châtillon-sur-Loire, de Meung-sur-Loire, George V et de l’Europe.

#### Communes appartenant aux plus beaux villages de France
Yèvre-le-Châtel, village inclus dans la commune de Yèvre-la-ville.

### Patrimoine religieux
| - Cathédrale Sainte-Croix d'Orléans - Abbaye de Saint-Benoît-sur-Loire - Oratoire carolingien et mosaïque byzantine de Germigny-des-Prés - Basilique Notre-Dame de Cléry - Abbaye Notre-Dame de Beaugency - Église Saint-Étienne de Jargeau - Eglise Saint-Aignan d'Orléans - Collégiale Saint-Liphard de Meung-sur-Loire - Eglise Notre-Dame de Lorris - Eglise Sainte-Jeanne-d'Arc de Gien - Eglise Sainte-Marie-Madeleine de Montargis |

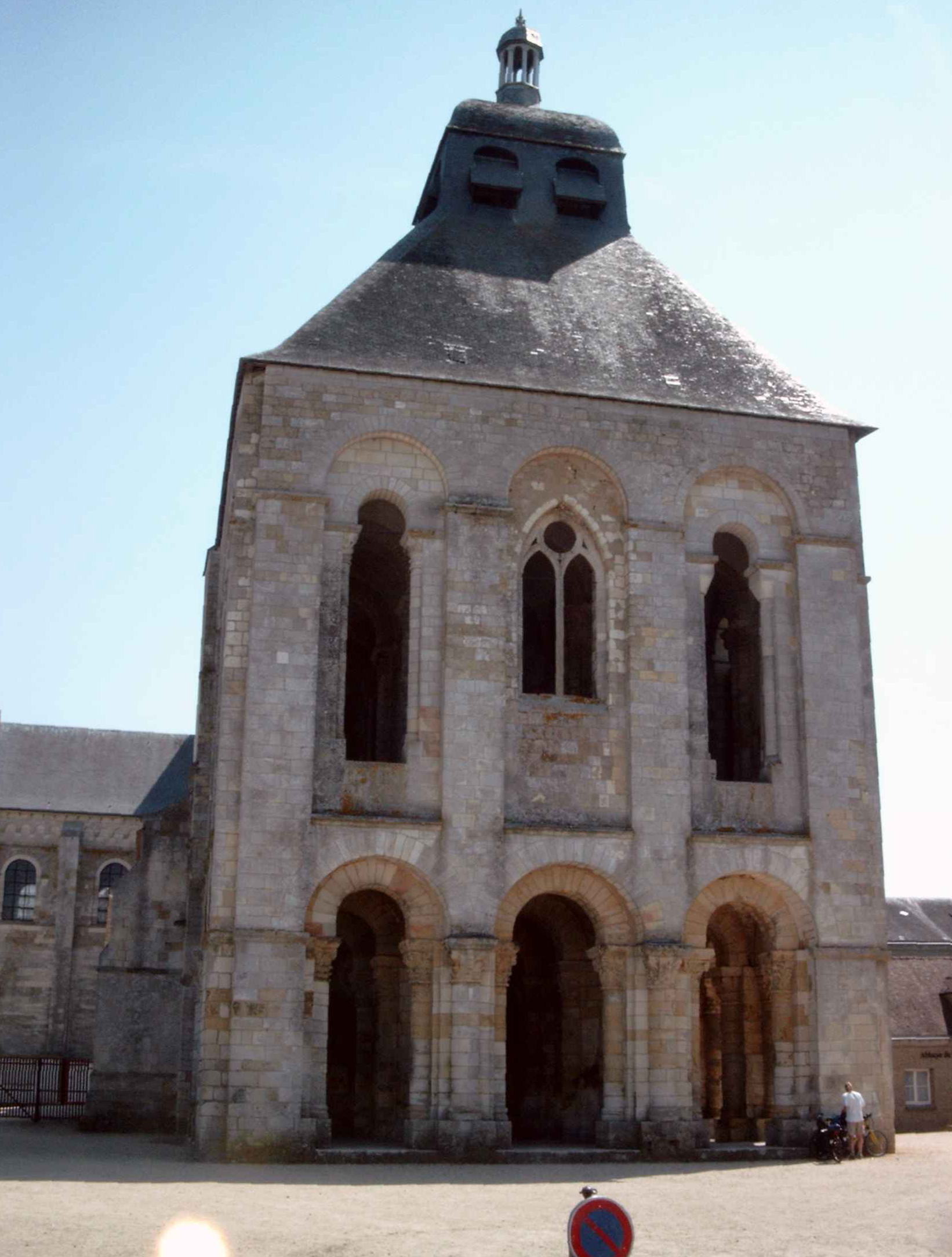
Abbaye de Saint-Benoît-sur-Loire
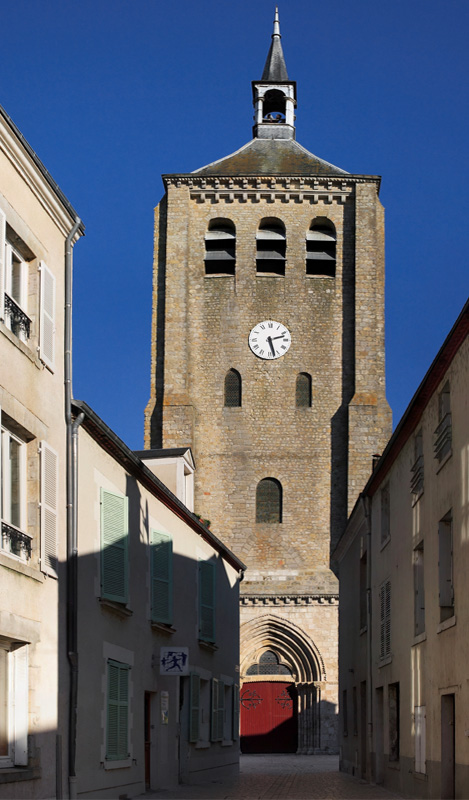
Église Saint-Étienne de Jargeau
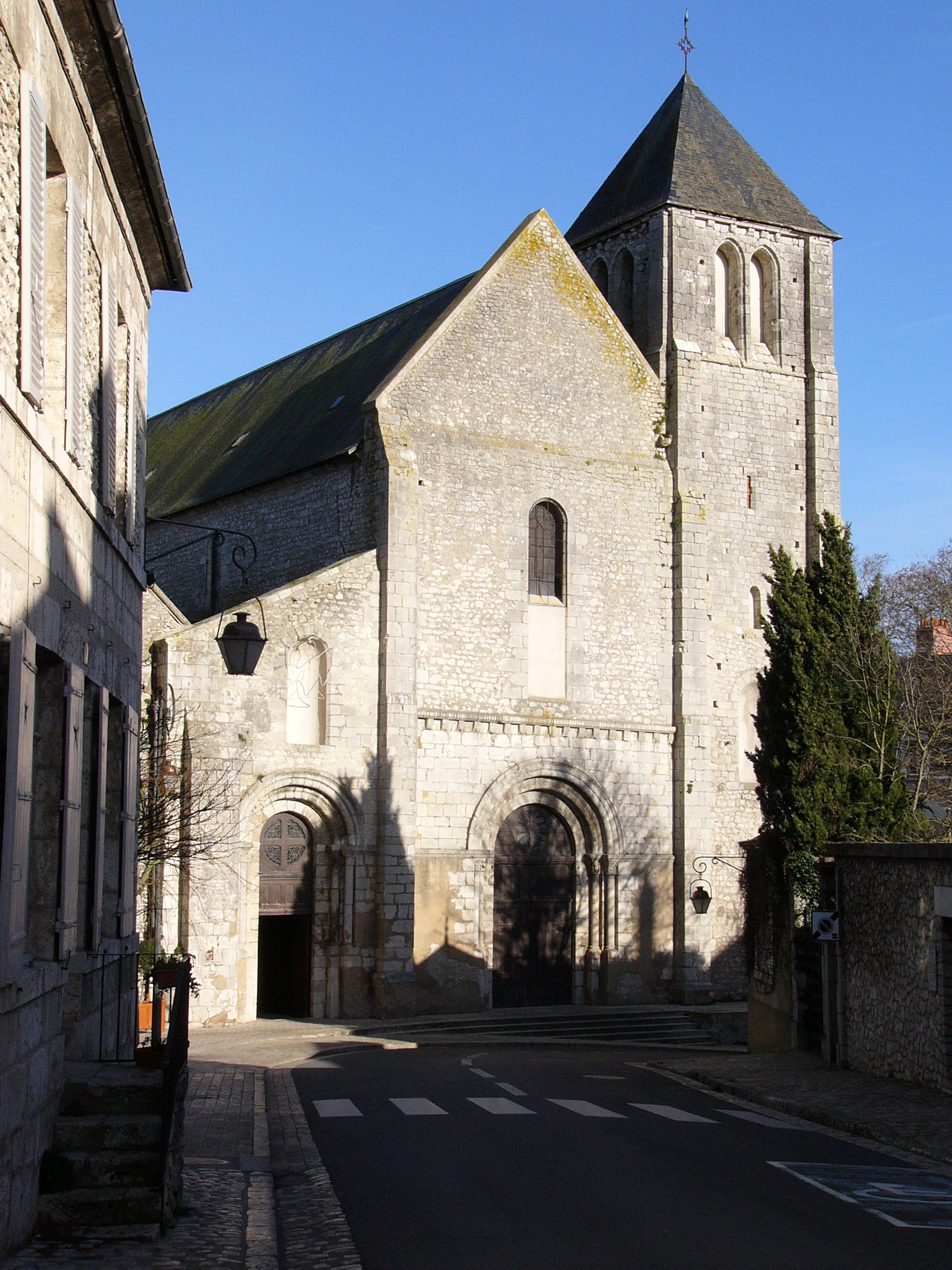
Abbatiale Notre-Dame de Beaugency
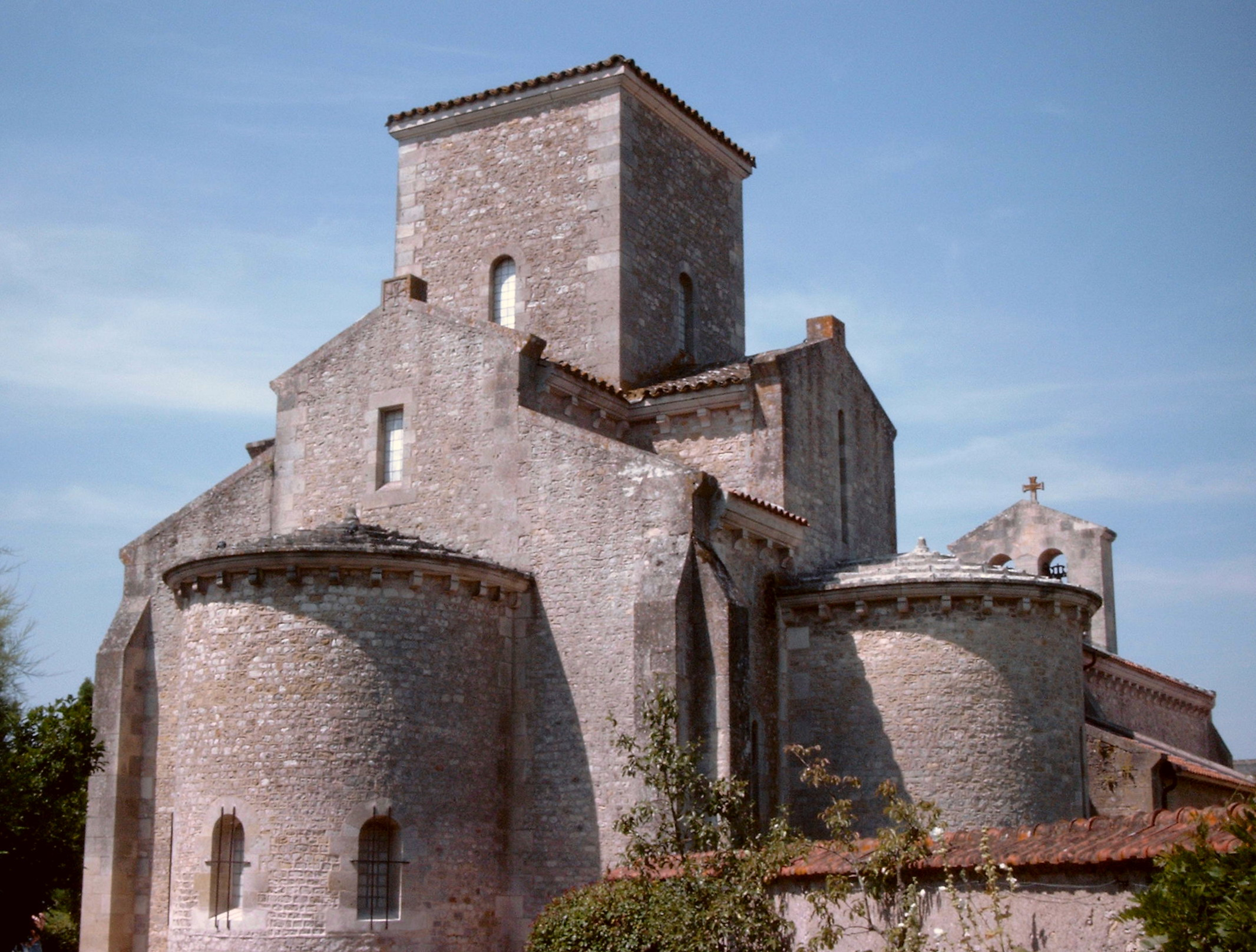
Oratoire carolingien de Germigny-des-Prés

### Patrimoine culturel

#### Artisanat
On dénombre 56 artisans d’art dans le département en 2007.

#### Autres équipements culturels
- Zénith d'Orléans
- théâtre d'Orléans
- Maison de Loire du Loiret à Jargeau

### Milieux naturels et loisirs associés

#### Milieux naturels touristiques
- Le Val de Loire, classé au patrimoine mondial de l’humanité par l’UNESCO, présente des paysages exceptionnels. La Loire traverse le département d’est en ouest sur près de 120 kilomètres. Le projet de la Loire à vélo permet de découvrir à son rythme, à vélo ou à pied, les paysages ligériens. Les gares des villes qui participent au projet sont reliées au tracé principal par des pistes cyclables, afin de faciliter l’accès des touristes.
- La Sologne avec ses forêts et ses étangs
- Les forêts domaniales d'Orléans et de Montargis
- D'autres paysages: le Gâtinais, le Giennois vallonné, le Pithiverais, la Beauce et sa Route du Blé…

#### Offre de loisirs verts
Le Loiret est doté des équipements suivants : 8 golfs, 6 centres de pilotage tout-terrain, 1 centre de ski nautique, 4 écoles de voile homologuées, 2 centres multi-activités fluviales, 16 points de location de canoës-kayaks, 46 centres équestres et poneys
clubs, 5 centres de location de calèche, 1 centre de chars à bancs, 2 centres d’attelages, 5 centres pour survols en montgolfière, 4 centres pour survols en hélicoptère, 6 centres ULM, 7 centres pour survols en avion de tourisme, 1 centre de parachutisme, 11 plans d’eau avec bases de loisirs, 21 lieux de location de bicyclettes, 6 bateaux “Promenades”(dont 3 labellisés Tourisme et Handicap), 1 bateau-hôtel, 3 loueurs de bateaux à la journée, 3 loueurs de bateaux habitables sans permis et 1 centre de parcours acrobatiques en hauteur.
De nombreux chemins de randonnées sont également aménagés. Les GR (chemins de grande randonnée) 3 et 13 cumulent 520 km de chemins, auquel s’ajoute le sentier historique de la vallée des rois, Les GR de Pays du Gâtinais/ Puisaye et de Sologne et plus de 3 000 km de sentiers de promenade et randonnée.
Par ailleurs, on dénombre 3 fermes pédagogiques et 6 fermes de découverte.

### Parcs et jardins
Le Val de Loire est un des berceaux de l’horticulture française. Les parcs et jardins sont une des richesses touristiques du département. Certains jardins sont issus des traditions d’expérimentation et de collections en horticulture :
| - L’arboretum national des Barres ; - Le domaine du Ciran ; - Le jardin des plantes d'Orléans ; - Le parc Pasteur ; - Les Roses Anciennes André Ève ; | - Parc du château de Châteauneuf-sur-Loire ; - L’arboretum des Grandes Bruyères, à Ingrannes ; - L’herboretum du domaine des Voisins ; - L’arboretum des Prés-des-Culands, conservatoire national de l’Ilex, à Meung-sur-Loire ; - Les jardins de Roquelin; - Les jardins de la Javelière à Montbarrois; - Le jardin de Chantal à Jouy-le-Potier; - Le jardin du Port-au-Bois à Gien |

D’autres parcs sont liés à l’histoire du Val de Loire, et sont associés aux châteaux de la Loire ou à des propriétés historiques du Loiret :
| - Le parc floral de la Source ; - Les jardins du château de Chamerolles ; - Le parc et le potager du château de La Bussière ; - Le parc du château de Coligny ; | - Le parc du château de la Ferté-Saint-Aubin ; - Le parc du château de Chevilly ; - Le jardin du château de Pont-Chevron. |

### Villes et villages fleuris
Le Loiret est l’un des 18 départements à avoir reçu en 2007 le trophée du département fleuri. Six communes du Loiret ont reçu la quatrième fleur au concours des villes et villages fleuris, il s’agit des communes de Briare, Olivet, Quiers-sur-Bézonde (également prix spécial du Ministère de l’agriculture et de la pêche et de VINIFLHOR), Saint-Cyr-en-Val, Saint-Jean-de-la-Ruelle et enfin de Fleury-les-Aubrais qui s’est vu remettre le Grand Prix. L’écluse de Dammarie-sur-Loing a reçu le prix spécial des Voies navigables de France.

### Principaux offices du tourisme
Le Loiret comprend 24 offices de tourisme, dont 10 labellisés, et 1 syndicat d’initiative. Les plus visités sont ceux d’Orléans, de Montargis, de Gien et de Sully-sur-Loire.

## Tourisme et Handicap
3 châteaux, 12 musées et 1 parc sont labellisés tourisme et Handicap en 2007.

## Animations et manifestations
- Les fêtes johanniques d'Orléans en mai ;
- Le festival de Loire d'Orléans (tous les deux ans) en septembre, en alternance avec la Caravane de Loire, spectacle itinérant dans plusieurs villes du département ;
- Les manifestations du parc floral d'Orléans-La Source tout au long de l'année;
- Les fêtes de la Saint-Fiacre au quartier Saint-Marceau d'Orléans, pendant un week-end fin août-début septembre;
- La fête de la Saint-Vincent, fin janvier, à Chéchy;
- La fête des Vendanges, en octobre, à Mareau-aux-Prés;
- Son et lumière de Cléry-Saint-André en fin de semaine, de mi-juillet à début août et pèlerinage à Notre-Dame-de-Cléry
- Festicolor à Meung-sur-Loire, fin mai-début juin, festival de Contes au jardin, les mercredi de juillet, journées Gaston-Couté un week-end fin septembre, "Petites Formes mouvantes et émouvantes" début novembre;
- Festival de Beaugency, sur deux w-e fin juin et début juillet, "La Plage à Beaugency" de mi-juillet à mi-août;
- Festival d'orgue et de musique ancienne à Lorris;
- "Nocturnes de Ferrières", samedi soir de fin juillet à mi-août, à Ferrières-en-Gâtinais;
- "Les Estivales du Cosson", de mi-juillet à mi-août, à La Ferté-Saint-Aubin;
- Les fêtes et manifestation au Domaine du Ciran: Ciran en fête, semaine du Champignon, pêche dans l'étang, expos d'art animalier;
- Le festival de Sully et du Loiret, festival international de la musique, "Les Heures historiques de Sully" et "Fête de la Sange", à Sully-sur-Loire ;
- Le festival de jazz d'Orléans ;
- Le festival de bandes dessinées Montargis coince la bulle ;
- Le Grand Unisson, festival de musique à Saint-Jean-de-la-Ruelle ;
- Le carnaval de Jargeau , la "Foire aux andouilles" un dimanche vers la mi-juin, défilé de nuit 2 samedis de juin ou de juillet, "Jargeau Plage", 3 semaines en juillet;

## Randonnées
Le département propose des randonnées pédestres (4000 km de sentiers pédestres), cyclotouristiques (15 boucles) et équestres
- La Loire à Vélo : Le Département poursuit à grande vitesse l’aménagement final de la « Loire à Vélo » : en 2010, par exemple, pas moins de quatre itinéraires ont été définitivement aménagés entre Sandillon et Châteauneuf-sur-Loire, Sully-sur-Loire et Briare, Briare et Beaulieu-sur-Loire avec la création d’une variante en rive sud entre Châtillon-sur-Loire et Beaulieu. La continuité du parcours restant quant à elle assurée grâce aux deux dernières sections provisoires l’une entre Tavers et Saint-Hilaire-Saint-Mesmin, et l’autre entre Sully et Châteauneuf-sur-Loire.

Ce projet d’envergure représente au total 155 km d’itinéraires dans le département (dont 133 km aménagés directement par le Conseil général) avec 22 km aménagés au cœur de l’agglomération orléanaise par la communauté d’agglomération d’Orléans Val de Loire (AgglO). Et à plus grande échelle, d’ici quelques années la « Loire à Vélo » reliera Cuffy dans le Cher (près de Sancerre) à Saint-Brévin-les-Pins en Loire-Atlantique. Au total, cela représentera près de 800 km d’itinéraires aménagés et balisés à travers deux régions et six départements (l’opération « Loire à Vélo » bénéficie du soutien de la Région Centre).

## Gastronomie
Le Loiret propose de nombreux produits gastronomiques tels que : l'andouille de Jargeau, le pâté d'alouette de Pithiviers, les volailles fermières et leurs dérivés, le blason d'Orléans (fromage), le safran et le miel du Gâtinais, le vinaigre d’Orléans, l’Olivet au foin ou cendré, les vins d'appellation d'origine contrôlée d'Orléans, Orléans-cléry et des coteaux du giennois, le Pithiviers (gâteau aux amandes), l'alcool de poire d’Olivet, les praslines de Montargis, le cotignac (gelée de coings) d’Orléans, les macarons aux fruits d’Orléans, la réglisse de Beaugency, les moinillons de Saint-Benoît-sur-Loire, le financier de Sully, le pain d'épices de Pithiviers, les crottes du chien de Montargis, les croquets et croustinettes giennois, le Loiret gourmand…

## Moyens d’accès et de transports
Le Loiret est accessible en train (gare d’Orléans, de Fleury-les-Aubrais…), en voiture (Autoroute A 10, Nationale 20…), à vélo, en bateau. Sur place, il est possible d’utiliser les transports en commun d’agglomération ou départementaux; l’agglomération d’Orléans a également mis en place des locations de vélo avec différentes bornes situées dans Orléans et Fleury-les-Aubrais.